# Pandèmia de COVID-19 a Costa d'Ivori
La presència de la pandèmia per coronavirus de 2019-2020 es va detectar l'11 de març de 2020 a Costa d'Ivori.
El 29 del mateix mes s'anunciava la primera víctima mortal, una dona de 58 que havia mort el 27 de març.
En data del 18 d'abril, el país comptava 742 casos de persones infectades, 220 persones guarides i 6 víctimes mortals.

## Cronologia

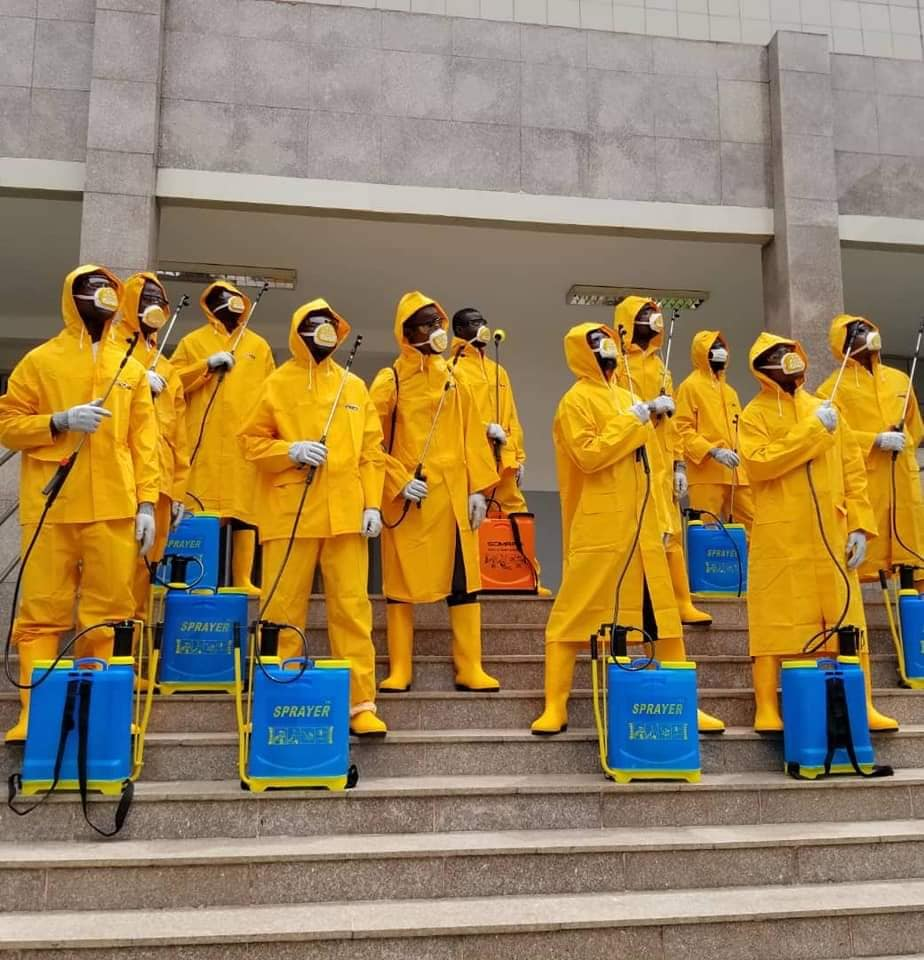
Operació de desinfecció al municipi de Port-Bouët.

Nombre de casos per districte a Costa d'Ivori
Més de 10.000 casos confirmats
Entre 1.000 i 9.999 casos confirmats
500 à 999
Entre 100 i 499 casos confirmats
Entre 10 i 99 casos confirmats
Entre 1 i 9 casos confirmats
Cap cas confirmat

L'11 de març, Costa d'Ivori va enregistrar el seu primer cas de Covid-19. Es tractava d'un ciutadà del país que havia tornat recentment d'Itàlia. El cas es va estudiar a l'hospital universitari de Treichville a Abidjan. Diverses persones que havien entrat en contacte amb l'home infectat foren identificats i se seguiren mèdicament, segons el ministre de la Salut. Es va demanar a la gent de «conservar la calma» i de «respectar les mesures preventives aplicades». Un número d'urgència gratuït es va posar en funcionament al país (el 143 o el 101) per tal de poder alertar sobre casos sospitosos. També es van iniciar molts controls fronterers a fi de poder limitar la propagació de la malaltia.
L'endemà, l'esposa del primer contagiat també va tenir resultats positius, i pujà així el total de casos confirmats a 2.
El 14 de març, van aparèixer múltiples casos, cosa que portà el total de persones infectades confirmades a 4.
El dia 16, el govern va informar que el nombre total de casos confirmats era ara de sis i que el primer pacient havia guarit. Costa d'Ivori també va suspendre els vols amb els països que tenien aleshores més de 100 casos declarats, per a una durada de 15 dies, autoritzant només els vols per als seus ciutadans o residents. Dos dies després, s'hi afegiren tres altres casos, fent un total de nou persones confirmades amb Covid-19.
El 20 de març, el govern va anunciar cinc altres casos confirmats, o sigui 14 persones contaminades en total. Aquell mateix dia, el govern va decidir de tancar totes les fronteres a partir de mitjanit el 22 de març per una durada indeterminada.
El 21 de març, es conegueren tres nous casos. L'endemà, foren vuit els casos addicionals, el que feu un total de 25 persones infectades confirmades.
El dia 23, el govern de Costa d'Ivori declarà l'estat d'emergència.
El 24 de març, es van confirmar 48 nous casos, arribant així a un total a 73 casos. L'endemà, s'anunciaren 7 casos addicionals confirmats, sumant doncs 80 individus contagiats.
El 29 de març el ministre de salut anuncià la primera víctima mortal. La dona, de 58 anys, que havia finat dos dies abans, patia de diabetis.

## Dades estadístiques
Evolució del nombre de persones infectades amb COVID-19 a Costa d'Ivori
Evolució del nombre de morts del COVID-19 a Costa d'Ivori